# آفاق صلطانوا
آفاق صلطانوا (ترکی آذربایجانی: Afaq Sultanova؛ زادهٔ ۲۰ فوریهٔ ۱۹۸۷) جودوکار پارالمپیک کم بینای اهل جمهوری آذربایجان است.

## زندگی
آفاق صلطانوا ۲۰ فوریه سال ۱۹۸۷ در شهر باکو به دنیا آمد. در حالی که وی از کودکی شروع به تمرین در کاراته کرد، از ۱۳ سالگی جودو را بر کاراته ترجیح داد.

## ورزش
آفاق صلطانوا ابتدا هیچ مشکل بینایی و سلامتی نداشت و به عنوان ورزشکار سالم روی تاتامی می‌رفت. او در سال ۲۰۰۸ بود که دو قهرمانی را در مسابقه جوانان اروپا و رقابت‌های جهان به نام خود ثبت کرد. در سال ۲۰۱۰، در قهرمانی جودو جهان در شهر آنتالیای کشور ترکیه موفق به کسب مدال طلا شد.
به دنبال اینکه چشم‌هایش آسیب دیده و به شدت کمسو شد، به فکر کناره‌گیری از جودو افتاد. ولی داستان مدال‌آوری‌های الهام زکیف، جودوکار پارالمپیک آذربایجانی، در بازی‌های پارالمپیک او را دوباره به ادامه ورزش سوق داد.
آفاق صلطانوا توانست همه حریفان خود در بازی‌های پارالمپیک تابستانی ۲۰۱۲ را شکست داده و عنوان قهرمانی را ازآن خود کند. در سال ۲۰۱۵ در رقابت‌های پارالمپیک در کشور پرتغال نایب قهرمان شد. در سال ۲۰۱۷ آفاق صلطانوا موفق به کسب مقام اول در بازی‌های همبستگی اسلامی ۲۰۱۷ شد.

## جایزه‌ها
الهام علی‌اف، رئیس‌جمهور آذربایجان طی حکمی به تاریخ ۱۴ سپتامبر سال ۲۰۱۲، به آفاق صلطانوا در ازای دست‌آوردهای برجسته اش در بازی‌های پارالمپیک تابستانی ۲۰۱۲ و سهمش در پیشرفت ورزش آذربایجان نشان شهرت اعطا کرد.
بر اساس دیگر فرمان الهام علی‌اف مورخ ۲ ماه فوریه سال ۲۰۱۶، به مناسبت ۲۰-امین سال تأسیس کمیته ملی پارالمپیک آذربایجان از آفاق صلطانوا با اهدا مدرک افتخاری ریاست جمهوری آذربایجان تقدیر به عمل آمد.